# فروردین ۱۳۸۷
فروردین ۱۳۸۷، نخستین ماه سال ۱۳۸۷ هجری خورشیدی است.
آغاز آن پنج‌شنبه، ۱ فروردین ۱۳۸۷ برابر با ۲۰ مارس ۲۰۰۸ میلادی است.